# Nová Ves (Bohumín)
Nová Ves (deutsch Nickeltaff auch Neudorf, polnisch Nowa Wieś) ist eine Grundsiedlungseinheit der Stadt Bohumín (Oderberg) in Tschechien. Das Dorf liegt zwei Kilometer nordöstlich von Nový Bohumín (Neu-Oderberg) nahe der polnischen Grenze und gehört zum Okres Karviná.

## Geographie
Nová Ves befindet sich an der Einmündung der Bäche Skřečoňský potok und Flakůvka in die Lutyňka im Ostrauer Becken. Nördlich des Dorfes verläuft die Autobahn D 1 zwischen Ostrava und Katowice, südlich die Bahnstrecke Žilina–Bohumín. In der Umgebung des Ortes erstrecken sich beiderseits der Lutyňka zwei Bunkerlinien des Tschechoslowakischen Walls.
Nachbarorte sind Červín (Czerwin) und Uchylsko (Uhilsko) im Norden, Gorzyczki (Klein Gorschütz) und Věřňovice (Willmersdorf) im Nordosten, Martinov (Martinhof) und Nerad im Osten, Dolní Lutyně (Deutsch Leuten) und U hřiště im Südosten, Skřečoň (Skretschon) im Süden, Nový Bohumín (Neu-Oderberg) im Südwesten, Starý Bohumín (Alt Oderberg) im Westen sowie Šunychl (Schönichel) und Kopytov (Kopitau) im Nordwesten.

## Geschichte
Einer Legende nach soll 1749 die Ehefrau des Besitzers der Minder-Standesherrschaft Deutschleuten, Nicholas Taaffe (um 1685–1769) das Dorf gegründet haben, um ihren Mann zu überraschen und es ihm zu Ehren mit Niklasdorf zu benennen. Nachweislich ist, dass Taaffe 1767 gegenüber der Mündung des Skřečoňský potok in die Lutyňka ein Vorwerk (Martinhof) anlegen ließ. Da Niklasdorf dabei nicht erwähnt wurde, ist anzunehmen, dass das unmittelbar westlich des Martinhofes befindliche Dorf erst später – wahrscheinlich nach Taaffes Tod – angelegt wurde. Erstmals nachweislich ist das Dorf unter dem Namen Neudorf, wobei im Volksmund zumeist die Bezeichnung Nikeltaff gebräuchlich war. Rudolph Taaffe (1762–1830) veräußerte 1792 seine schlesischen Güter an Johann Graf Larisch von Moennich auf Karwin. Um 1800 bestand Nikeltaaffe bzw. Neudorf, polnisch Nowa Wies genannt, aus 24 Häusern mit 110 schlesisch-mährisch-sprachigen Bewohnern. Pfarrort war Deutschleuten. Bis zur Mitte des 19. Jahrhunderts blieb das Dorf der Minder-Standesherrschaft Deutschleuten untertänig.
Nach der Aufhebung der Patrimonialherrschaften bildete Nikeltaff ab 1850 einen Ortsteil der Gemeinde Deutschleuten / Německá Lutyně im Gerichtsbezirk Oderberg und Bezirk Friedek. Im Jahre 1864 lösten sich Skrzeczon / Skřečoň und Nikeltaff von Deutschleuten los und bildeten die Gemeinde Skrzeczon. 1868 wurde das Dorf dem Bezirk Freistadt zugeordnet. Im Jahre 1869 bestand Nickeltaff aus 30 Häusern und hatte 221 Einwohner. Bis ins 20. Jahrhundert wurden auch immer wieder Nová Ves, Nowa Wieś bzw. Neudorf als amtliche Ortsnamen verwendet. Im Jahre 1900 hatte Nickeltaff 184 Einwohner, 1910 waren es 194.
Nach dem Ersten Weltkrieg zerfiel der Vielvölkerstaat Österreich-Ungarn, das Gebiet des Bezirks wurde strittig. Nach dem Polnisch-Tschechoslowakischen Grenzkrieg sowie der Entscheidung des Botschafterrats der Siegermächte vom 28. Juli 1920 fiel Nová Ves der Tschechoslowakischen Republik zu. Beim Zensus von 1921 lebten in den 30 Häusern des Dorfes 226 Personen, darunter 117 Polen, 54 Tschechen und 18 Deutsche. 1930 lebten in den 38 Häusern von Nová Ves 241 Personen. In den 1930er Jahren verlor Nová Ves den Status eines Ortsteils von Skřečoň. Nach dem Münchner Abkommen wurde Nowa Wieś im Oktober 1938 von Polen besetzt und der Woiwodschaft Schlesien zugeschlagen. Ein Jahr später erfolgte die Besetzung durch das Deutsche Reich; bis 1945 gehörte Nickeltaff zum Landkreis Teschen. Nach dem Ende des Zweiten Weltkrieges kam es zur wiedererrichteten Tschechoslowakei zurück. 1949 wurde das Dorf Teil des neu gebildeten Okres Ostrava-okolí. In der zweiten Hälfte des 20. Jahrhunderts erfolgte eine großflächige Ortserweiterung nach Süden. Im Zuge der Gebietsreform von 1960 wurde Nová Ves dem Okres Karviná zugeordnet. 1970 lebten in den 99 Häusern von Nová Ves 364 Personen. Zum 1. Oktober 1974 wurde Nová Ves zusammen mit Skřečoň nach Bohumín eingemeindet. 1991 lebten in den 104 Häusern von Nová Ves 282 Personen. Beim Zensus von 2011 hatte das Dorf 338 Einwohner und bestand aus 109 Wohnhäusern.

## Ortsgliederung
Zu Nová Ves gehört die Einschicht Červín (Czerwin). Die Grundsiedlungseinheit Nová Ves ist sowohl dem Ortsteil Skřečoň (Skretschon) als auch dem gleichnamigen Katastralbezirk zugeordnet.

## Sehenswürdigkeiten
- Bildstock im Ortszentrum, errichtet 2004 anstelle einer verfallenen Kapelle
- Bunker des Tschechoslowakischen Walls
- Naturdenkmal Niva Olše-Věřňovice, nördlich der Autobahn D 1 zwischen Nová Ves, Červín und Věřňovice.